# Daniel Jérent
Daniel Jérent, född 4 juni 1991 i Saint-Claude, Guadeloupe, är en fransk fäktare.
Jérent blev olympisk guldmedaljör i värja vid sommarspelen 2016 i Rio de Janeiro.